# 小行星1425
小行星1425（1425 Tuorla）是一颗围绕太阳公转的小行星。1937年4月3日，古斯塔夫·英克利（Kustaa Inkeri）在图尔库发现了此天体。
該小行星以位於芬蘭的圖爾拉天文臺命名。
这颗小行星的绝对星等为342.0702826546045等。